# Katiannidae
Katiannidae is een familie van springstaarten en telt 205 beschreven soorten.

## Taxonomie
- Geslacht Arborianna (1 soort)
- Geslacht Betschurinus (1 soort)
- Geslacht Dalianus (1 soort)
- Geslacht Gen.nov. (1 soort)
- Geslacht Gisinianus (1 soort)
- Geslacht Katianna (48 soorten)
- Geslacht Katiannellina (1 soort)
- Geslacht Katiannina (2 soorten)
- Geslacht Keratopygos (1 soort)
- Geslacht Millsurus (1 soort)
- Geslacht Neokatianna (1 soort)
- Geslacht Papirinus (4 soorten)
- Geslacht Parakatianna (12 soorten)
- Geslacht Polykatianna (11 soorten)
- Geslacht Pseudokatianna (14 soorten)
- Geslacht Rusekianna (4 soorten)
- Geslacht Sminthurinus (89 soorten)
- Geslacht Stenognathellus (4 soorten)
- Geslacht Vesicephalus (7 soorten)
- Geslacht Zebulonia (1 soort)

## In Nederland waargenomen soorten
- Genus: Katianna
  - Katianna schotti
- Genus: Sminthurinus
  - Sminthurinus aureus
  - Sminthurinus bimaculatus
  - Sminthurinus domesticus
  - Sminthurinus elegans
  - Sminthurinus henshawi
  - Sminthurinus niger
  - Sminthurinus reticulatus
  - Sminthurinus trinotatus